# Ezequiel Bonifacio
Ezequiel Augusto Bonifacio Moreno (ur. 9 maja 1994 w Mar del Plata) – argentyński piłkarz występujący na pozycji prawego obrońcy lub prawego pomocnika w argentyńskim klubie Club Atlético Banfield. Wychowanek Cadetes San Martín, CA Tigre i Gimnasia y Esgrima La Plata. W swojej karierze grał w Gimnasia y Esgrima La Plata, Unión Santa Fe i CA Huracán.